# Христо Пъдев
Христо Пъдев е български актьор.

## Биография
Роден е на 23 декември 1984 г. в град София, Народна република България.
През 2003 г. завършва Математическата гимназия в град Казанлък, следва информатика в Пловдивския университет „Паисий Хилендарски“ до 2005 г., а през 2011 г. завършва НАТФИЗ „Кръстю Сарафов“ със специалност „Актьорско майсторство за драматичен театър“ в класа на д-р Атанас Атанасов.

### Кариера в театъра
Играе в Драматичния театър в Пловдив, Театрална работилница „Сфумато“, а през 2014 г. част от трупата на Малък градски театър „Зад канала“, където играе с постановките „Човекоядката“, „Дванайста нощ“, „Колекцията“, „39-те стъпала“, „Изкуството на комедията“, „Том Сойер“, „Законът на Архимед“ и др.
През 2022 г. играе в спектакъла „Петък вечер“, с Филип Буков, Павел Иванов и Стоян Дойчев.

### Кариера в киното и телевизията
Пъдев е известен с няколко роли в киното и телевизията, измежду които са Мордо в „Недадените“, Кънчо в „Господин X и морето“, Камен в „Пътят на честта“, Лозан в „Порталът“ и Слави Митев в „Татковци“.
От 2024 г. участва като капитан на един от двата отбора в комедийното куиз шоу „Кой да знае?“ по bTV.

## Участия в театъра
Народен театър „Иван Вазов“
- 2009-2011 – Стража в „Крал Лир“ от Уилям Шекспир – режисьор Явор Гърдев

Театър „НАТФИЗ“
1. 2011 – Граф Варвий в „Дамата с камелиите“ от Александър Дюма-син – режисьор Атанас Атанасов
2. 2011 – Съдия Брак в „Хеда Габлер“ от Хенрик Ибсен – режисьор Пламен Марков
3. 2011 – Джак в „Язът“ от Конър Макферсън – режисьор Димана Пейчева

Театрална работилница „Сфумато“
1. 2010-2011 – Робърт в „Измяна“ от Харолд Пинтър – режисьор Димана Пейчева
2. 2011 – Войникът в „Хоровод на любовта“ от Артур Шницлер, – режисьор Антон Угринов

Младежки театър „Николай Бинев“
- 2011 – „Криминале 2D“ по Иво Сиромахов – режисьор Мартин Каров

Театър „Българска армия“
- 2012 – Лев в „Евгений Онегин“ от Александър Пушкин – режисьор Стайко Мурджев

Драматичен театър - Пловдив
1. 2011 – Нягул в „Албена“ от Йордан Йовков – режисьор Пламен Панев
2. 2011 – Граф Кент в „Крал Лир“ от Уилям Шекспир – режисьор Явор Гърдев
3. 2013 – Македонеца от „Възвишение“ от Милен Русков – режисьор Иван Добчев
4. 2013 – Козмо от „Дисни трилър“ от Филип Ридли – режисьор Стайко Мурджев
5. 2017 – поп Кръстю във „Великденско вино“ от Константин Илиев – режисьор Никола Стоянов

Малък градски театър „Зад канала“
1. 2014 – Шабан в „Човекоядката“ от Иван Радоев – режисьор Бина Харалампиева[9][10][11]
2. 2015 – Сър Тоби в „Дванайста нощ“ от Уилям Шекспир – режисьор Тея Сугарева
3. 2015 – Джеймс в „Колекцията“ от Харолд Пинтър – режисьор Никола Стоянов
4. 2015 – Клоун 1 в „39-те стъпала“ от Патрик Барлоу – режисьор Андрей Аврамов
5. 2015 – Оресте Кампезе в „Изкуството на комедията“ от Едуардо де Филипо – режисьор Мариус Куркински
6. 2016 – „Том Сойер“ от Марк Твен – режисьор Петринел Гочев
7. 2017 – „Пияните“ от Иван Вирипаев – режисьор Явор Гърдев[12][13][14][15]
8. 2018 – Давид в „Законът на Архимед“ от Жузеп Мария Миро – режисьор Стилиян Петров[16][17][18]
9. 2019 – Хелмут в „Празникът“ – режисьор Явор Гърдев[19]
10. 2019 – „Сцени от един семеен живот“ от Ингмар Бергман – режисьор Крис Шарков[20]
11. 2020 – Захария в „Зорба“ – режисьор Бина Харалампиева[21]
12. 2021 – Найден в „Говори Б*Г Брадър!“ – спектакъл на Неда Соколовска[22]
13. 2021 – „Лято и дим“ от Тенеси Уилямс – режисьор Анастасия Събева[23]
14. 2022 - “Червено и черно” по Стендал, режисьор Бина Харалампиева

Драматичен театър „Сава Огнянов“, гр. Русе
- 2021 – Кумът в „Балканска сватба“ – режисьор Ивайло Ненов[24]

Artvent
- 2022 – „Петък вечер“ от Ваня Георгиева, в съавторство с Николай Ангелов и целият творчески екип, режисьор Ивайло Ненов[25]

## Личен живот
От 2022 г. е сгоден за актрисата Цветина Петрова, известна с ролята си в сериала „С река на сърцето“. Заедно имат син на име Петър (р. 2021) и дъщеря на име Яна (р. 2023)

## Филмография
- „Недадените“ (2013) – Мордо
- „Под прикритие“ (2016) – проверяващ
- „Господин X и морето“ (2018) – Кънчо
- „Лошо момиче“ (2019) – червенокосия
- „Дамасцена: Преходът“ (2019) - братът на Течо
- „Пътят на честта“ (2019) – Камен
- „Отдел Издирване“ (2021) – Ицо
- „Порталът“ (2021) – Лозан
- „Татковци“ (2021) – Слави Митев
- „Гунди – Легенда за любовта“ (2024) – Христо Илиев – Патрата

## Дублаж
- „Крейг край реката“ – Тод (няколко епизода)